# كيفن كاميرون
كيفن كاميرون (بالإنجليزية: Kevin Cameron)‏ هو سياسي أمريكي، ولد في 1958 بكاليفورنيا في الولايات المتحدة. حزبياً، نشط في Oregon Republican Party ‏ والحزب الجمهوري. وقد انتخب عضو مجلس نواب أوريغون.

## وصلات خارجية
- الموقع الرسمي